# أيمن الجندي
أيمن الجندي هو كاتب ومؤلِّف مصري كما أنه أستاذ الكبد في كلية الطب جامعة طنطا. يكتبُ الجندي عمودًا يوميًا في جريدة المصري اليوم تحت عنوان «الكثير من الحب»، كما ينشرُ مقالاته في عددٍ من المواقع على الإنترنت وأحيانًا في الجرائد والصحف الورقيّة في مصر. صدر لأيمن الجندي عددٌ من الكتب والروايات كان أولها كتاب «دوار البحر: تاريخ سكندري غامض» الذي صدر عن دار آفاق للنشر والتوزيع عام 2009، وهو كتابٌ مشابه للسيرة الذاتيّة التي تؤرّخ لفترة معيّنة من حياة الكاتب. ثاني أعمال الكاتب المصري كانت رواية «أولاد البطة السودا» وهي رواية طويلة صدرت عن دار ميريت للنشر والمعلومات عام 2010 مزجَ فيها الكاتب بين قصّة حقيقيّة وأخرى خياليّة في زمن الحرب العالمية الأولى. أشهر أعمال الجندي كانت رواية «الكثير من الحب» – وهو نفسه عنوان عموده في جريدة المصري اليوم – التي صدرت عن دار نهضة مصر للنشر والتوزيع عام 2011 وضمَّ فيها الكاتب أبرز وأفضل ما كاتب من مقالات، فضلًا عن رواية «أنا أحبّ يسرا» التي صدرت عن دار دلتا للنشر والتوزيع عام 2017، وأخيرًا وليس آخرًا رواية «الأنثى في الضفيرة» التي صدرت عن دار ديير للنشر والتوزيع عام 2020.

## المسيرة المهنيّة
نشر أيمن الجندي أول أعماله الورقيّة المشهورة في شهرٍ ما من عام 2009. جاء عنوان الكتاب «دوار البحر: تاريخ سكندري غامض»، وهو الكتاب الذي صدر عن آفاق للنشر والتوزيع (الترقيم الدولي: 9776148603) في نحو 140 صفحة. قال الجندي عن هذا الكتاب أنه كان مجرد قصاصة ورقية كتبها طيلة سبع سنوات، وفكَّر في تجميعها وتحويلها لكتاب يحكي عن الحياة وعن تلك المبررات الواهية التي تمنعُ الأشخاص من عيشها كما يحكي عن التفاهات التي كان يراها تحدث أمامه وعن الناس وأقوالهم وأفكارهم وعن الأحداث واعتباطها بغير وعي حقيقي منطقي يحركها، كما تناول في نفس الكتاب ردة فعلٍ لأفعال جديدة. رأى بعض النقاد أنّ هذا الكتاب ليس برواية كونه – أي الكتاب – لا يأخذُ الشكل الروائي ولكنهُ أقرب إلى الحكي والبوح عن حقبة في تاريخ أحدهم وآخرين. في المقابل رأى نقاد آخرون أنّ هذا الكتاب مثَّل رحلة فكرية على محك التجربة في سنوات داخل أروقة مسرح الحياة السكندري.
انتظر أيمن الجندي عامًا واحدًا ليُصدر كتابه الثاني، فنشر في وقتٍ ما من عام 2010 روايةً جديدةً بعنوان «أولاد البطة السوداء». صدرت هذه الرواية عن دار ميريت للنشر والمعلومات (الترقيم الدولي: 9789773515498) في نحو 144 صفحة. تناول أيمن في هذه الرواية وبطريقة هزليّة إلى حدٍ ما حدثًا تاريخيًا حينما توتَّرت القيادة الألمانية بسبب انقطاع أخبار جنودها، فقررت إرسال دفعة ثانية على أن يكون الإنزال هذه المرة في العاصمة المصريّة القاهرة. يحكي أيمن كيف وجد الجنود الألمانيون بعد الإنزال أنفسهم محاصرين بالشحاذين وأطفال الشوارع والمعتصمين على رصيف مجلس الشعب، كما يروي كيف قهرتهم القاهرة التي لا تُقهَر، وكيف جلسوا على المقاهي يحاولون فهم ما يحدث فيما سمَّاه في كتابه الكوكب العجيب الذي يُدعى مصر. أبى الجندي – كما ذكر بعض النقاد – في الرواية إلّا أن يجعل الجنود الألمان يختلطون في مصر فاستمتعوا بأسلوب الحياة المصري بل اكتسبوا عادات أهل القاهرة ناسيين الهدف الذي جاءوا من أجله أساسًا.
استمرَّ الجندي على نفس المنوال القاضي بنشر كتابٍ أو رواية في كلّ عام، فنشر في عام 2011 كتابًا جديدًا حمل هذه المرة عنوان «الكثير من الحب». صدر هذا الكتاب عن دار نهضة مصر (الترقيم الدولي: 977144283) في نحو 128 صفحة. ضمَّ الكتاب بين دفتيه مجموعة من المقالات التي كتبها المؤلف في مناسبات شتَّى. انتقَد بعض النقاد شكل المقالات كيف هي غير مرتبطة فيما بينها، حيث تتحدث كل مقالة عن موضوع مختلف في زمن مختلف أيضًا، لكنَّ نقاد آخرون أشادوا بالكتاب رغم أنّه يتكون من مجموعة مقالات ليس إلَّا مشيدين بالترابط الذي حصل في دائرة فكرية وثقافية وروحية وإن اختلفت أزمنة وأمكنة المقالات. غابَ الجندي عن الساحة الأدبيّة وعن النشر الكثيف لعدة سنوات ثمّ عاد عام 2017 من خلال روايتهِ الجديدة القصيرة «أنا أحبّ يسرا» التي صدرت عن دار دلتا للنشر والتوزيع (الترقيم الدولي: 9789776605671) في نحو 100 صفحة.
بحلول الرابع والعشرين من أيلول/سبتمبر 2020 نشر الكاتب والمؤلِّف المصري أيمن الجندي رواية جديدة هي «الأنثى في الضفيرة». صدرت هذه الرواية عن دار ديير للنشر والتوزيع (الترقيم الدولي: 9789776709430) في نحو 160 صفحة فقط كما هي معظم أعمال الجندي السابقة من حيثُ الحجم. تتناول الرواية قصّة فتاة لا تدري ماذا يحدث لها بسبب الحب، حيثُ تستيقظ كل صباحٍ على طعم الخيبة، وخواء فظيع كما يصف في موضع القلب. تزدادُ الأمور تعقيدًا بسبب النبأ المشؤوم الذي لم تكن تعلم به لكنها شعرت به وظلَّت تنتظره، في الوقت الذي كانت فيه تفتقدُ لمسات حبيها الحنون وأنفاسه.

## آراء
يرى أيمن الجندي أنّ الحياة ليست لها حقيقة ثابتة، وإنما هي كما يشعر بها الإنسان، حيث يراها جميلة إذا كان سعيدًا وقبيحة إذا كان تعسًا. تندرجُ معظم مقالات الكاتب المصري تحت قسم المواضيع الاجتماعيّة ومع ذلك فهو يكتبُ في المواضيع السياسيّة أحيانًا. ينتقدُ الجندي كيف قدَّمت جماعة الإخوان المسلمين سيّد قطب على أنه الشهيد الذي دفع عنقه ثمنًا لآرائه، كما ينتقدُ كيف يُركّز الإخوان على تلك «الهالة الأسطورية الناشئة» – كما يصفها – عن إعدامه، ناسين أو متناسين صفته الحقيقية كناقد أدبى من أرفع طراز كما يقول.

## قائمة أعماله
هذه قائمةٌ بأشهر أعمال الكاتب والمؤلِّف المصري أيمن الجندي:
- دوار البحر: تاريخ سكندري غامض (رواية طويلة صدرت عن آفاق للنشر والتوزيع عام 2009)[22]
- أولاد البطة السوداء (رواية طويلة صدرت عن دار ميريت للنشر والمعلومات عام 2010)[23][24]
- الكثير من الحب (رواية صدرت عن دار نهضة مصر للنشر والتوزيع عام 2011)[25][26]
- أنا أحب يسرا (رواية صدرت عن دار دلتا للنشر والتوزيع عام 2017)[27][28]
- الأنثى في الضفيرة (رواية صدرت عن دار ديير للنشر والتوزيع عام 2020)[29][30]